# Haliclona boutschinskii
Haliclona boutschinskii är en svampdjursart som först beskrevs av Kudelin 1910.  Haliclona boutschinskii ingår i släktet Haliclona och familjen Chalinidae.
Artens utbredningsområde är Svarta Havet. Inga underarter finns listade i Catalogue of Life.